# Hemel van bewegend mozaïek
Hemel van bewegend mozaïek is een kunstwerk uit 1996 van de Nijkerkse kunstenares Linda Verkaaik. Het object staat bij de ingang van locatie Baarn van Meander Medisch Centrum.
Het gekleurde dakgewelf (wolken) van verschillende niveaus wordtgedragen door ijzeren palen. De palen hebben het uiterlijk van licht gebogen bamboestokken die boven het dakgewelf uitsteken.  Op de metalen bamboestokken bij Meander staan naast literaire teksten van bijvoorbeeld Vasalis ook de namen van sponsorende bedrijven en particulieren. 
Het kunstwerk bevat verwijzingen naar de levenselementen. De bamboestokken staan symbool voor de aarde, de wolken verwijzen naar de lucht en het vuur komt tevoorschijn als het zonlicht dat door het transparante dak schijnt. De perspexvlakken van het mozaïek zijn voorzien van gekleurd folie in de kleuren rood, blauw groen en geel. Doordat de gewelven (wolken) elkaar overlappen mengt het zonlicht de kleuren en zorgt voor tinten oranje en paars.
Op het pleintje bij de luifel staan vijf zitelementen met een mozaïek van gekleurde tegels. Ze zijn bedoeld als stootblokken zodat auto’s niet door kunnen rijden.